# 艾拉·默奇森
艾拉·默奇森（英語：Ira Murchison，1933年2月6日—1994年3月28日），美国男子田径运动员，主攻短跑。他曾代表美国参加1956年夏季奥林匹克运动会田径比赛，获得男子4×100米接力金牌。